# Rolf Peterson
Rolf Ingvar Peterson (Halmstad, 11 mei 1944) is een Zweeds kanovaarder.
Peterson won tijdens de Olympische Zomerspelen 1964 de gouden medaille op de K-1 1000 meter, en acht jaar later de zilveren medaille.

## Belangrijkste resultaten

### Olympische Zomerspelen
| Editie | Plaats      | Resultaten             |
| ------ | ----------- | ---------------------- |
| 1964   | Tokio       | K-1 1000m 5e K-4 1000m |
| 1968   | Mexico-stad | 5e K-1 1000m           |
| 1972   | München     | K-1 1000m              |

### Wereldkampioenschappen vlakwater
| Jaar | Plaats     | Resultaten             |
| ---- | ---------- | ---------------------- |
| 1970 | Kopenhagen | K-2 500 m · K-2 1000 m |
| 1971 | Belgrado   | K-2 500 m              |

1936: Gregor Hradetzky ·
1948: Gert Fredriksson ·
1952: Gert Fredriksson ·
1956: Gert Fredriksson ·
1960: Erik Hansen ·
1964: Rolf Peterson ·
1968: Mihály Hesz ·
1972: Aleksandr Sjaparenko ·
1976: Rüdiger Helm ·
1980: Rüdiger Helm ·
1984: Alan Thompson ·
1988: Greg Barton ·
1992: Clint Robinson ·
1996: Knut Holmann ·
2000: Knut Holmann ·
2004: Eirik Verås Larsen ·
2008: Tim Brabants ·
2012: Eirik Verås Larsen ·
2016: Marcus Walz ·
2020: Bálint Kopasz ·
2024: Josef Dostál